# Capella de Saint-Pancrace de Manosque
La Capella de Sant Pancraç de Manosque (també coneguda com Tous Aures), és una capella romànica situada al cim del turó de Tous-Aures a Manòsca, al departament dels Alps de l'Alta Provença.
És la capella d'un doble vot. L'any 1631, els cònsols de la ciutat, arran d'una terrible pesta, van decidir construir una capella al turó de Tous-Aures, al lloc on antigament hi havia l'església d'un poble abandonat. Això es va fer entre 1634 i 1637. L'any 1708, va ser després d'un terratrèmol que es van comprometre a establir-hi un pelegrinatge.
Aquest nou lloc de culte va ser consagrat a sant Pancraç quan els manosquins, arran d'un cas de falsos testimonis que van desaparèixer la seva reputació, van decidir donar-se com a patró Pàncrae, que era considerat com a garant dels juraments. El pelegrinatge va agafar força quan el santuari va rebre de les carmelites de Roma una relíquia del sant. Avui encara s'hi va en processó el dilluns de Pentecosta i per Sant Pancraç, el 12 de maig.

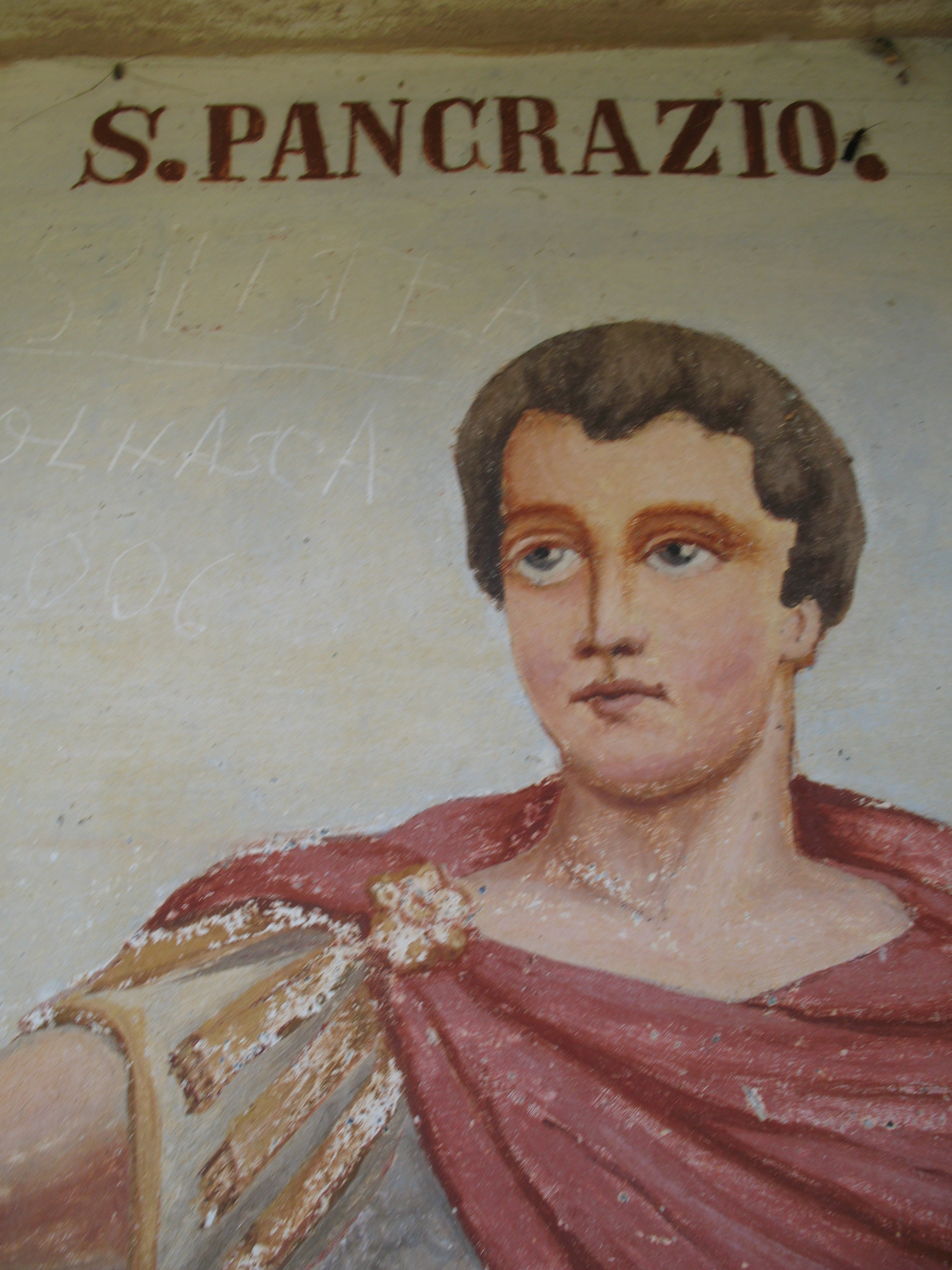
Sant Pancraç en un fresc

## Un sant adolescent
Sant Pancraç és el patró dels nens i de la bona fe. Màrtir als 14 anys, va ser decapitat a Roma l'any 304, sota Dioclecià. Curiosament, està representat com un nen soldat. Molt honrat a la Provença, on hi ha diverses capelles dedicades a ell, forma part, amb Mamert i Servais, dels sants de gel.